# Tris(hydroxymethyl)nitromethan
Tris(hydroxymethyl)-nitromethan ist das Produkt der vollständigen Umsetzung von Nitromethan mit Formaldehyd und ähnelt strukturell dem Formaldehydabspalter Bronopol, dessen Bromatom im THNM durch eine Hydroxymethylgruppe ersetzt ist. Die Verbindung wird als Biozid zur Konservierung flüssiger technischer Produkte und als Ausgangsstoff für chemische Synthesen eingesetzt.

## Vorkommen und Darstellung
Der belgische Chemiker Louis Henry beschrieb bereits 1895 die später als Henry-Reaktion bezeichnete Nitroaldol-Reaktion von Nitromethan mit überschüssigem Formaldehyd in Gegenwart eines basischen Katalysators, wie z. B. Natriumhydroxid.
Die Reaktion verläuft exotherm und liefert auch bei Einsatz stöchiometrischer Massen Formaldehyd meist ein Gemisch aus Mono-, Di- und Triadditionsprodukt. Bei überstöchiometrischem Formaldehydeinsatz entstehen Verfärbungen durch (teerartige) Polymere, und das am Feststoff anhaftende überschüssige Formaldehyd muss bei der Aufarbeitung umständlich entfernt werden.
Daher wurden kontinuierliche Verfahren vorgeschlagen, die im Wesentlichen darauf abzielen, bei leicht überstöchiometrischen Formaldehydeinsatz die Verweildauer bei erhöhter Temperatur im Reaktor zu reduzieren. Unter kontrollierten Bedingungen können im kontinuierlichen Betrieb Ausbeuten von > 97 % erzielt werden.

## Eigenschaften
Tris(hydroxymethyl)-nitromethan ist als Reinprodukt ein weißes geruchloses Kristallpulver, das sich sehr gut in Wasser und in polaren Alkoholen, wie z. B. Ethanol löst. Aus höheren Alkoholen, wie z. B. Amylalkohol kann das Rohprodukt umkristallisiert werden. In Wasser gelöst (0,1 mol·l−1) stellt sich ein pH-Wert von 4,5 ein, bei dem Trimethylolnitromethan stabil, d. h. in der Anwendung als Biozid unwirksam ist. Bei pH-Werten >7,5 spaltet THNM langsam Formaldehyd ab, wodurch die bakterizide Wirkung einsetzt.

## Anwendungen
Das funktionelle Amin 2-Amino-1,3-propandiol (Serinol), ein Strukturelement des Antibiotikums Chloramphenicol und Vorstufe für Sphingosine, Fungizide und Arzneistoffe, ist aus Trimethylnitromethan nach Ketalbildung mit Aceton, Abspaltung der noch freien Hydroxymethylgruppe, Hydrierung zur Aminogruppe und Abspaltung der Ketal-Schutzgruppe zugänglich.
Die strukturelle Ähnlichkeit von Tris(hydroxymethyl)-nitromethan mit Glycerin legt die Verwendung als Ausgangssubstanz für Sprengstoffe nahe. Der resultierende Trinitratester ist ein Sekundärsprengstoff.
Die Puffersubstanz TRIS wird bei der katalytischen Hydrierung von Tris(hydroxymethyl)-nitromethan in Methanol mit Raney-Nickel in bis zu 90 %iger Ausbeute erhalten.
Der Syntheseweg des Biozids Bronopol verläuft ebenfalls über die Serinol-Zwischenstufe 2,2-Dimethyl-5-nitro-1,3-dioxan, das im Alkalischen bromiert wird. Anschließend wird die Schutzgruppe im Sauren abgespalten. Die Gesamtausbeute, ausgehend von THNM, beträgt ca. 73 %.
Hauptanwendung von Tris(hydroxymethyl)-nitromethan ist als Formaldehydabspalter (engl. formaldehyde releaser oder formaldehyde donor) zur bioziden Ausrüstung von wässrigen Systemen wie z. B. Klebstoffen und Leimen, Kühlschmiermitteln in der Metallbearbeitung, Bohrschlämmen und Fracking-Fluiden in der Öl- und Gasindustrie, als Topf-Konservierungsmittel für Latexfarben, Polymeremulsionen, sowie als Desinfektionsmittel, Schleimbekämpfungsmittel und Desodorierungsmittel für zirkulierende industrielle Wassersysteme, z. B. in der Zellstoff- und Papierindustrie. Typische Konzentrationen in Zubereitungen liegen zwischen 50 und 1,000 ppm. Zur Erhöhung der bioziden Wirkung werden oft Gemische mit Isothiazolinonen oder Glutaraldehyd eingesetzt. Daneben sind Anwendungen von THNM zur Viskositätskontrolle in kosmetischen Zubereitungen, als Crosslinker in Polyurethanen und bei der Herstellung von Sprengstoffformulierungen beschrieben.

## Sicherheitshinweise
Tris(hydroxymethyl)-nitromethan wird – im Gegensatz zu vielen anderen Formaldehydabspaltern – praktisch nur technischen Produkten zur Konservierung zugesetzt. Die Werte für die akute und subchronische orale und dermale Toxizität von Tri(hydroxymethyl)-nitromethan sind toxikologisch nicht signifikant und Ames-Tests auf Mutagenität waren negativ.
Vereinzelte Befunde zur Sensibilisierung durch Trimethylolnitromethan zeigen mit 0 bis 0,6 % sehr niedrige Prävalenz.
Gemäß den von der BAuA erarbeiteten Technische Regeln für Gefahrstoffe (TRGS) in der Ausgabe TRGS 611 darf 2-Hydroxymethyl-2-nitro-1,3-propandiol als „nitrosierendes Agens“ wegen der Gefahr der Bildung karzinogener Nitrosamine (seit 1993) in Deutschland in Kühlschmierstoffen nicht verwendet werden.